# Яннава
Яннава (тайск. ยานนาวา) — один из 50 районов (кхетов) Бангкока. Он граничит (с севера, по часовой стрелке) с районами Бангкока Ратбурана, Бангкхолем, Сатхон и Кхлонгтей. На юге и востоке район также граничит с ампхе Пхра Пхрадэнг провинции Самутпракан.

## История
Район Яннава раньше назывался Бан Тхавай (Тавойская деревня, บ้านทะวาย) или Бан Кхок Кхвай (деревня азиатского буйвола, บ้านคอกควาย) из-за большого числа тавойцев, которые торговали буйволами.
В период правления короля Чулалонгкорна деревня стала районом Бан Тхавай провинции Пхра Прадэнг. После упразднения этой провинции в 1932 году её северная часть перешла провинции Пхранкхон (Бангкок). Тогда же району было дано имя Яннава. В 1972 он стал кхетом, а в 1975 современным кхвэнгом. 9 ноября 1989 года часть района была разделена, образовав районы Сатхон и Бангкхолем. Храм Ват Яннава, от которого произошло название района теперь располагается в районе Сатхон.

## Администрация
Район делится на два подрайона (кхвэнга).
| 1. | Чонг Нонси      | ช่องนนทรี   |  |
| 2. | Банг Пхонгпханг | บางโพงพาง |  |

## Достопримечательности
- Мост Рамы IX, первый вантовый мост в Таиланде.
- Мост Пхумипона
- Храм Ват Чонг Нонси
- Храм Ват Пхо Мэнкхунарам

## Дипломатические миссии
- Посольство Ливии[3]

## Внешние ссылки
- Сайт городской администрации Бангкока с достопримечательностями района Архивная копия от 19 октября 2005 на Wayback Machine
- Районное управление Яннавы Архивная копия от 27 сентября 2007 на Wayback Machine